# Felix Pappalardi
Felix Pappalardi (New York, 30 dicembre 1939 – New York, 17 aprile 1983) è stato un cantante, bassista, produttore discografico e compositore statunitense.

## Biografia

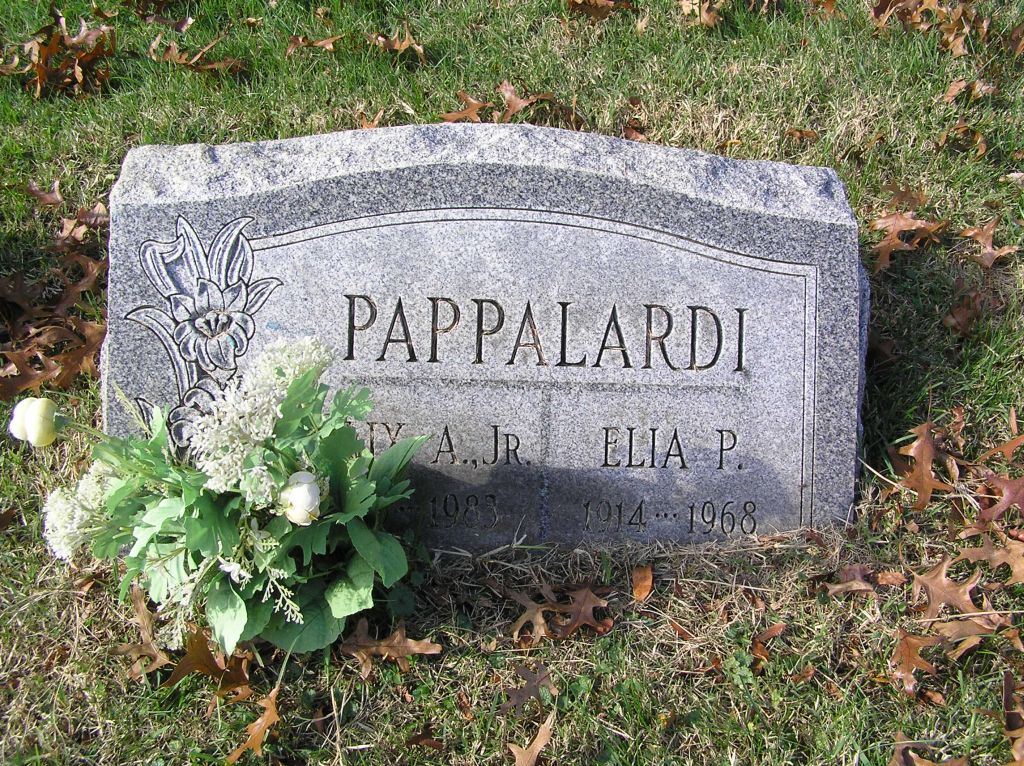
Tomba di Pappalardi al cimitero di Woodlawn, Bronx

Nato a New York nel Bronx nel 1939, da genitori di Gravina in Puglia, si mise in luce come turnista per Joan Baez e Fred Neil.
La fama di Pappalardi è data dalla collaborazione e produzione dei primi album della formazione inglese dei Cream, con il chitarrista Eric Clapton, il bassista Jack Bruce e il batterista Ginger Baker.
Come musicista (il suo strumento principale fu la chitarra basso), Pappalardi è noto per la sua appartenenza insieme al chitarrista Leslie West al gruppo rock dei Mountain con cui si è esibito al festival di Woodstock ed ha pubblicato, sotto l'egida dell'Atlantic Records, Mississippi Queen, entrato in classifica intorno al ventesimo posto negli Stati Uniti, divenuto un classico del rock internazionale.

### La morte
Il 17 aprile del 1983, Felix Pappalardi è stato colpito al collo nel suo appartamento al quinto piano East Side di Manhattan con una pistola Derringer calibro 38. È stato dichiarato morto sul posto e Gail Collins Pappalardi è stata accusata di omicidio di secondo grado . La donna dichiarò essersi trattato di un incidente. Fu scagionata per omicidio di secondo grado ma fu condannata per omicidio involontario e negligenza colposa. Il 30 aprile 1985 fu rilasciata sulla parola.